# Helios (superkomputer)
Helios – superkomputer zainstalowany w Akademickim Centrum Komputerowym Cyfronet AGH, a powstały w wyniku działań projektu Narodowa Infrastruktura Superkomputerowa dla EuroHPC – EuroHPC PL. Superkomputer został zbudowany według projektu Cyfronetu przez Hewlett Packard Enterprise.
Od 2024 roku najszybszy superkomputer w Polsce. Został udostępniony w ramach infrastruktury PLGrid.

## Budowa
Helios został zbudowany na platformie HPE Cray EX4000 i składa się z trzech partycji obliczeniowych: CPU wyposażonej w 75 264 rdzeni obliczeniowych AMD Zen4 oraz 200 TB pamięci operacyjnej DDR5, GPU wyposażonej w 440 superczipów NVIDIA Grace Hopper GH200, INT dla pracy interaktywnej, wyposażonej w 24 akceleratory NVIDIA H100 i szybką lokalną pamięć NVMe.
Podsystem dyskowy Heliosa składa się z dwóch rodzajów systemów plików Lustre: scratch o pojemności 1,5 PB i prędkości ponad 1,8 TB/s oraz project o pojemności 16 PB i prędkości niemal 200 GB/s.

## Wydajność
Helios osiąga 35 PFlops teoretycznej mocy obliczeniowej. W maju 2024 roku partycję GPU komputera odnotowano na 55. miejscu światowej listy TOP500 superkomputerów o najwyższej mocy obliczeniowej. Na tej samej liście partycja CPU Heliosa została odnotowana na pozycji 305. Jednocześnie superkomputer zajął 3. miejsce na liście Green500.